# Indocalamus decorus
Indocalamus decorus là một loài thực vật có hoa trong họ Hòa thảo. Loài này được Q.H.Dai mô tả khoa học đầu tiên năm 1982.